# San Francisco Municipal Railway

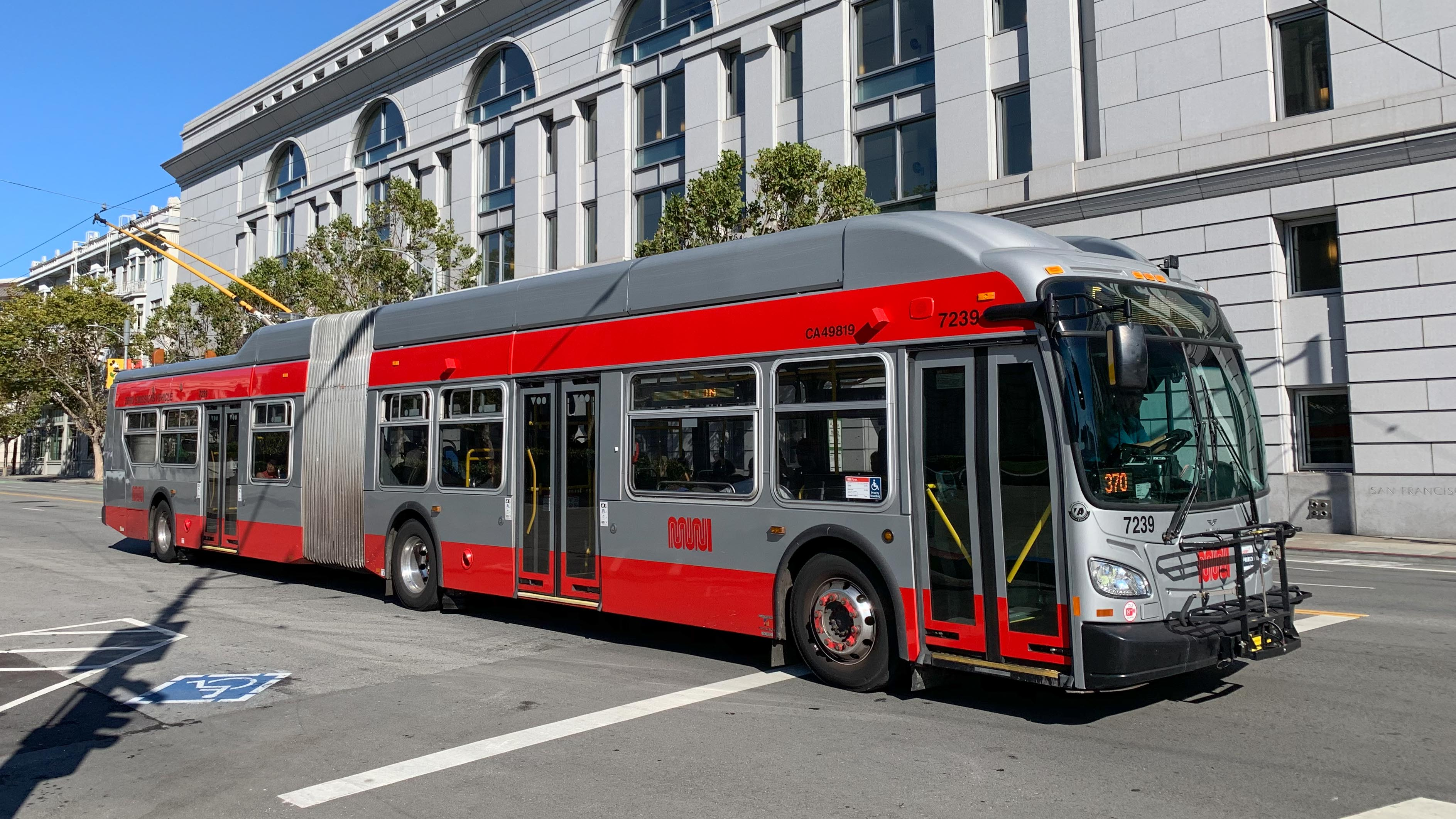
O-Bus Linie 5 der Muni

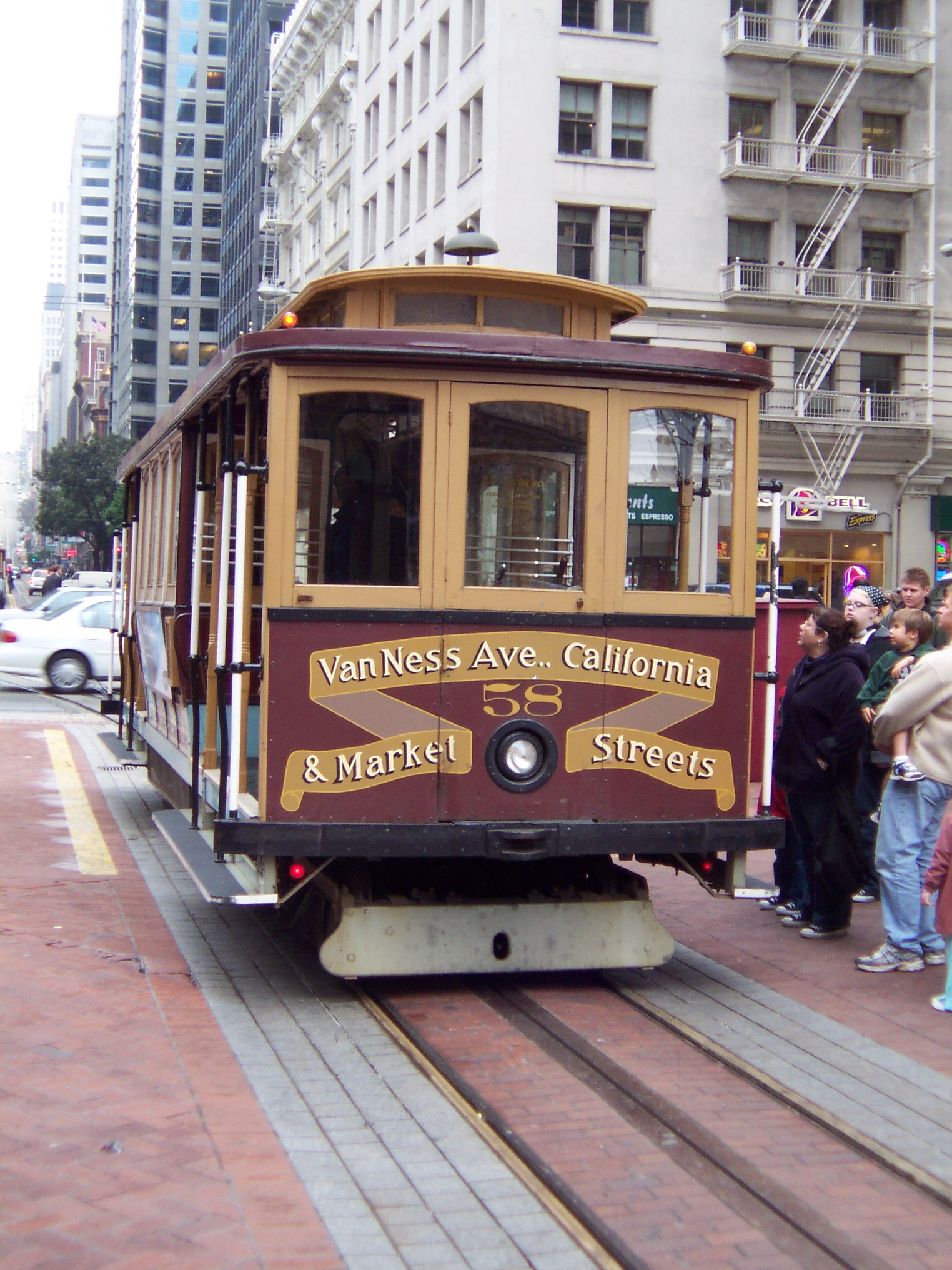
California Street Cable Car

Die San Francisco Municipal Railway, kurz „Muni“, ist der kommunale Verkehrsbetrieb der Stadt San Francisco. Sie betreibt die Stadtbahnen der Muni Metro, den Oberleitungsbus San Francisco, die San Francisco Cable Cars, die historischen Straßenbahnlinien F Market & Wharves und E Embarcadero sowie zahlreiche Dieselbuslinien.

## Geschichte

### Vorgeschichte
Nach dem Erdbeben von San Francisco, bei dem am 18. April 1906 und in den Tagen darauf ein Drittel der Stadt San Francisco und zahlreiche Verkehrswege der Stadt zerstört wurden, baute der größte Verkehrsbetrieb der Stadt, die United Railroads of San Francisco (URR) einen Großteil der Cable-Car-Strecken auf elektrische Straßenbahnen um. In Folge der enormen Kosten dieses Umbaus konnten Löhne nicht erhöht werden und die Arbeitsbedingungen des Fahrpersonals verschlechterten sich drastisch, da überfüllte Wagen an der Tagesordnung waren. Dies führte 1907 zu Streiks, die teilweise in Gewalt mündeten, nachdem bewaffnete Streikbrecher von der Bahngesellschaft aus anderen Städten geholt wurden. Die Beliebtheit der Bahngesellschaft schwand aufgrund dieser Ereignisse zusehends und nachdem einige Straßenbahnstrecken nicht wie gefordert ausgebaut werden konnten, beschloss die Stadt, einen kommunalen Betrieb aufzubauen. Eine Volksabstimmung dazu fand am 30. Dezember 1909 statt und 31.185 Abstimmende befürworteten das Unternehmen, während 11.694 dagegen stimmten.

### Bahnen entlang der Geary Street
Die Konzession der von der URR betriebenen, aber ehemals selbständigen Geary Street, Park and Ocean Railway, lief 1912 aus und die Stadt verlängerte sie nicht, da sie die Cable Cars dieser Linie nicht weiter tragen wollte, sondern ihre eigene elektrische Straßenbahn entlang der Geary Street bauen wollte. Am 5. Mai 1912 wurde die Cable-Car-Strecke stillgelegt, nachdem die Oberleitung bereits vorher gebaut worden war. Nach Umbauten ging die erste kommunale Straßenbahn der Stadt am 28. Dezember 1912 feierlich in Betrieb. Die Linie A verkehrte nun von der Kreuzung Geary St/Market St durch die Geary Street und die 10th Avenue bis zum Golden Gate Park (Kreuzung 10th Avenue/Fulton Street). Eine Pendellinie B fuhr von der Geary Street/10th Avenue bis zur Geary Street/33rd Avenue.
Nachdem die Konzession der Sutter Street Railway, zu diesem Zeitpunkt Tochterunternehmen der URR, ausgelaufen war, übernahm die Muni deren Gleise auf der Market Street. Die zwischen Sutter Street und Ferry Building viergleisige Anlage bestand aus zwei inneren Gleisen, die der URR-Tochter Market Street Railway gehörten sowie den beiden äußeren Gleisen der Sutter Street Railway. Sie verlängerte am 25. Juni 1913 ihre Straßenbahn über diese Gleise bis zum Ferry Building am Ende der Market Street, wo sie eine Wendeschleife befuhr, die vormals ebenfalls der Sutter Street Railway gehörte. Die URR-Linien der Sutter Street Railway befuhren nun die inneren Gleise auf der Market Street. Um die Strecke aus der Geary Street an die äußeren Gleise in der Market Street anzuschließen, war die viergleisige Anlage von der Sutter bis zur Geary Street verlängert worden. Am gleichen Tag ging auch die Verlängerung von der 33rd Avenue durch diese, die Balboa Street, 45th Avenue, Cabrillo Street bis zur 49th Avenue (heute La Playa Street) in Betrieb. Die Linie B fuhr von dort nun ebenfalls bis ins Stadtzentrum zur Ferry Plaza.

### Ausbau des Netzes
1913 übernahm die Muni die einzige Linie der Presidio and Ferries Railroad, deren Konzession abgelaufen war, und bezeichnete sie als Linie E. Sie verkehrte vom Presidio zur Ferry Plaza, und zwar durch die Baker Street, Union Street, Van Ness Avenue, Vallejo Street, Larkin Street, Union Street, Columbus Avenue, Jackson Street (stadtwärts) bzw. Washington Street (landwärts) und Embarcadero.
1914 eröffnete die Muni eine nicht regelmäßig befahrene Zweigstrecke von der Geary Street durch die Masonic Avenue bis zur Ecke Turk Street, um den Masonic-Friedhof und den Ball Park anzubinden, wo Sportveranstaltungen stattfanden. Zusatzzüge der Linie A fuhren bei Veranstaltungen und sonntags dorthin. Ab 15. August 1914 fuhr die neue Linie H vom Fort Mason (Schleife an der Laguna Street) über Van Ness Avenue, 11th Street, 14th Street, Potrero Avenue bis zur Ecke Army Street (heute Cesar Chavez Street). Die neue Linie D fuhr von der Chestnut Street/Laguna Street über Chestnut Street, Van Ness Avenue, Geary Street und Market Street zur Ferry Plaza. Eine weitere Strecke wurde nach Ablauf der Konzession eines URR-Tochterunternehmens übernommen. Die Linie C fuhr nun von der Ferry Plaza über Market Street, Geary Street, 2nd Avenue, Cornwall Street, California Street bis zum Lincoln Park.
Ebenfalls 1914, am 29. Dezember, wurde der Stockton Street Tunnel eröffnet. Durch diesen fuhren nicht nur Autos, sondern auch die neue Straßenbahnlinie F, die von der Market St/Stockton St durch die Stockton Street (einschließlich des Tunnels), Columbus Avenue, North Point Street, Van Ness Avenue und Chestnut Street bis zur Ecke Laguna Street verkehrte. Eine Linie J fuhr vom Ferry Building über die Strecke der Linie E bis zur Columbus Avenue und dann weiter bis zur North Point Street über die neue Strecke der Linie F.
Mit Eröffnung der Weltausstellung 1915 am 20. Februar 1915 gingen die Linien G und I in Betrieb, die am Ende der Ausstellung wieder eingestellt wurden. Die Linie G verkehrte vom Presidio über die Strecke der Linie E bis zur Columbus Avenue, dann durch den Stockton Street Tunnel bis zur Stockton Street/Market Street. Die Linie I fuhr auf bereits existierenden Gleisen vom Presidio über die Van Ness Avenue und Geary Street bis zur 33rd Avenue. Die Linie J fuhr ab Beginn der Ausstellung bis zur Endstelle der F in der Chestnut Street. Sie wurde nach Ende der Ausstellung ebenfalls eingestellt. 1916 wurden außerdem die Linien D und F durch die Chestnut Street bis zur Scott Street verlängert. Die Linie D verkehrte ab 1918 über die Union Street, Steiner Street und Greenwich Street zum Presidio.
Eine weitere Neubaustrecke ging 1917 in Betrieb. Die neue Linie J fuhr von der Market Street durch die Church Street bis zur Ecke 30th Street. Um eine zu steile Strecke zu vermeiden, wurde zwischen der 18th und der 22nd Street eine Verschwenkung auf eigenem Bahnkörper gebaut. Die Linie J ist die älteste noch heute befahrene Linie der Muni.

### Tunnelbau

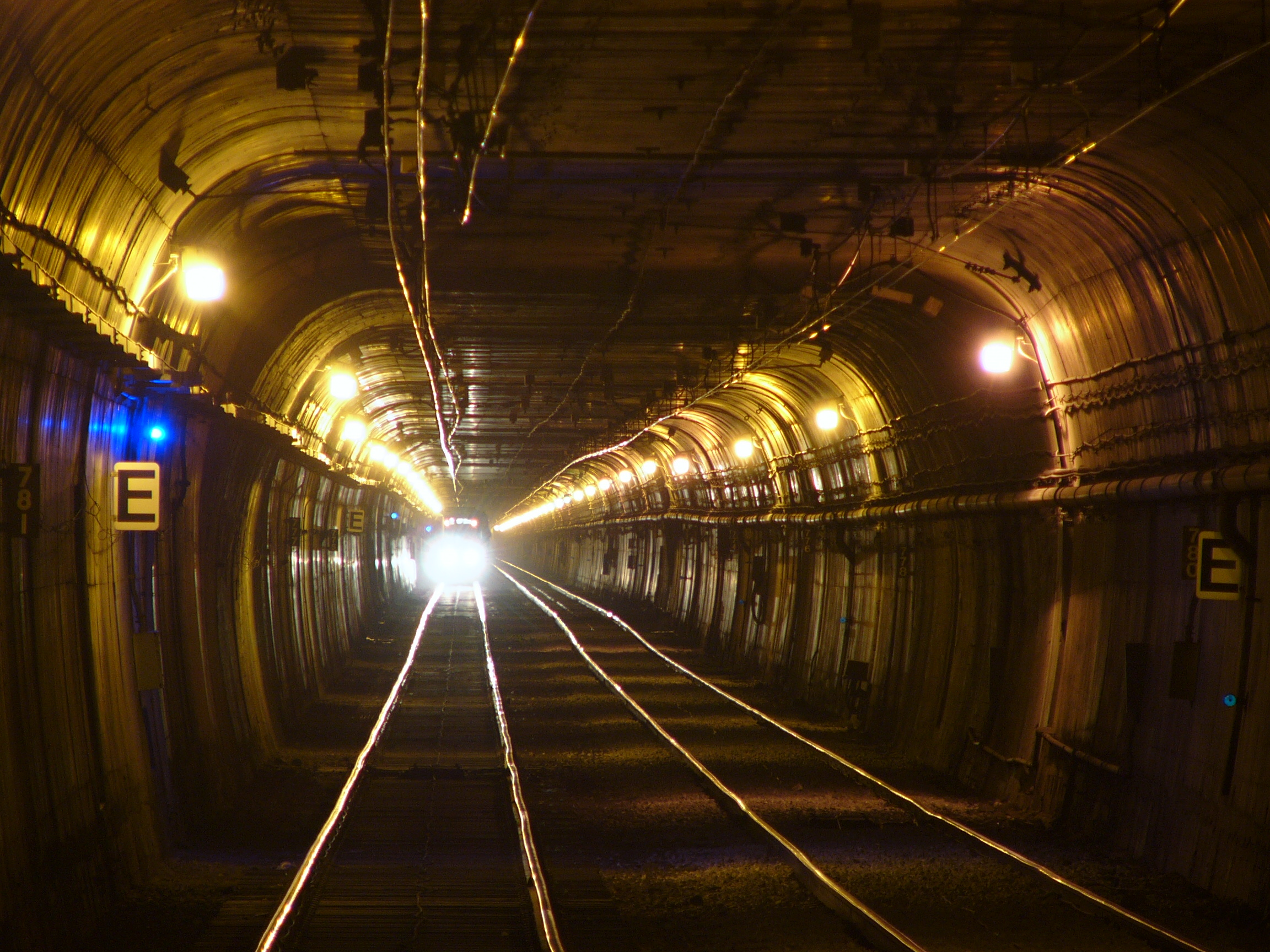
Stadtbahnstrecke im Twin-Peaks-Tunnel von der Forest Hills Station aus gesehen

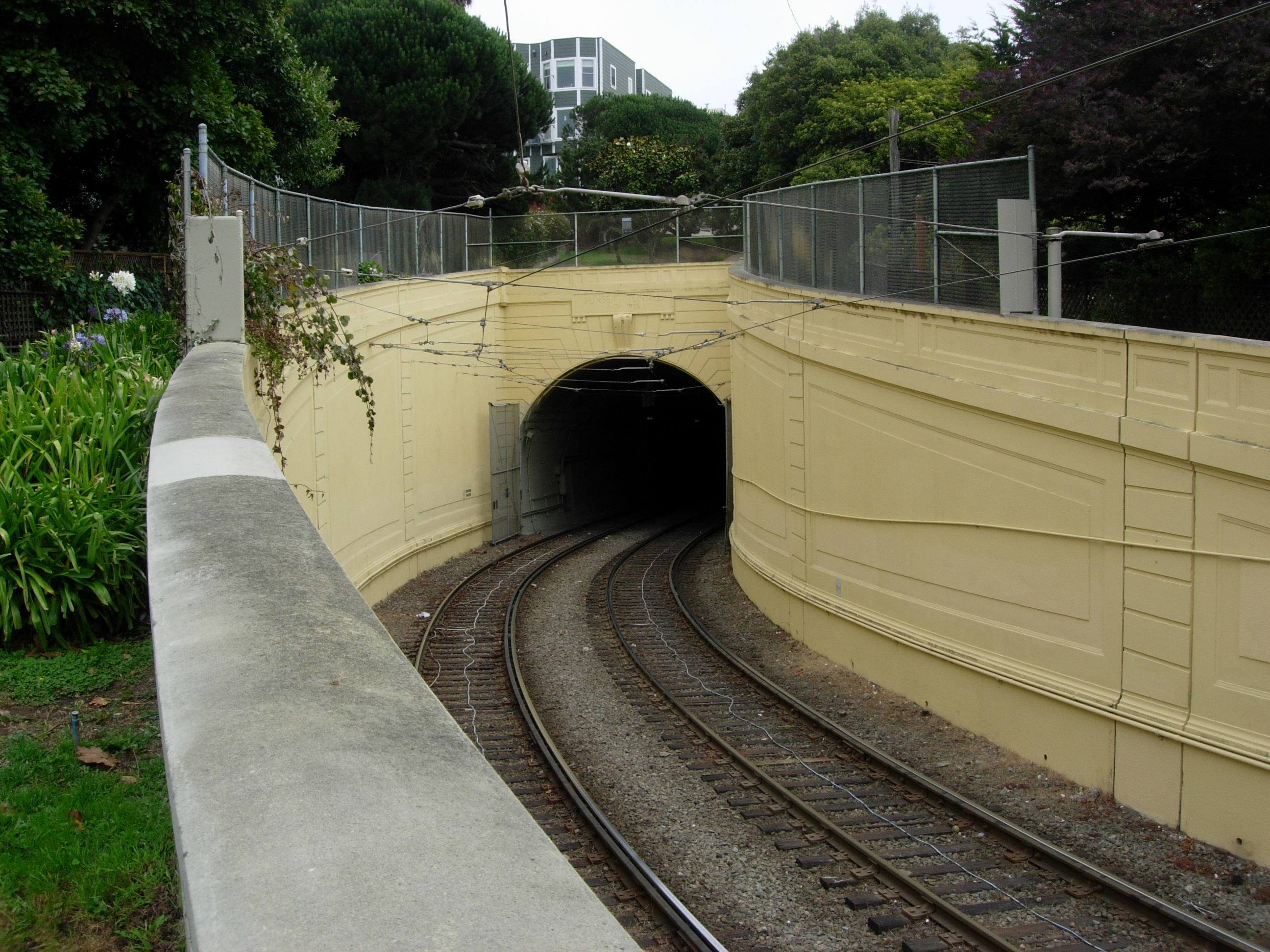
Westportal des Sunset-Tunnel an der Carl Street

Nach dem Erfolg des Stockton Street Tunnels plante die Muni einen weiteren Tunnel. Er sollte unter den Twin Peaks hindurch führen und die südwestlichen Stadtteile an das Straßenbahnnetz anbinden. Am 3. Februar 1918 ging er mit der Linie K in Betrieb. Sie fuhr von der Van Ness Avenue/Bush Street durch die Van Ness Avenue, Market Street, Twin Peaks Tunnel, West Portal Avenue bis zum St. Francis Circle. Im Tunnel befanden sich zwei Stationen, Eureka Valley (heute ungenutzt, südlich der Castro Station) und Laguna Honda (heute Forest Hills). Anders als der Stockton Street Tunnel war er ausschließlich dem Straßenbahnverkehr vorbehalten. Vorläuferbuslinien fuhren von Ingleside (Ocean Avenue) und von der Taraval Street zur Straßenbahnendstelle. Auf beiden Strecken sollten schon bald Straßenbahngleise verlegt werden. Die Linie K wurde 1918 über die Ocean Avenue zur Brighton Avenue/Grafton Avenue verlängert und fuhr nun wie auch die Linie J bis zur Ferry Plaza. Eine neue Linie L fuhr 1919 vom Westportal des Tunnels durch die Ulloa Street, 15th Street, Taraval Street bis zur 33rd Avenue.
Zwei weitere Buslinien fuhren ab etwa dieser Zeit. Die Linie 1 verkehrte ab etwa 1917 von der Endstelle der Linie A durch den Golden Gate Park, 9th Avenue, Judah Street, 15th Avenue, Irving Street bis zur 25th Avenue. Die Linie 2 fuhr ab dem 15. Januar 1918 von der Endstelle der Linie B entlang der Strandpromenade, Lincoln Way, 48th Avenue, Kirkham Street, Great Highway Boulevard bis zur Endstelle der Linie 12 der Market Street Railway am Sloat Boulevard. 1923 wurde die Linie L über die Taraval Street bis zur 48th Avenue verlängert und am 15. September 1937 über die 46th Avenue zur Endstelle am Zoo. 1925 ging als weitere neue Linie die M in Betrieb, die vom St. Francis Circle nach Ocean View bis zur Broad Street/Plymouth Avenue fuhr. Schon 1939 wurde die Linie M durch eine Buslinie ersetzt, jedoch ab 1944 wieder als Straßenbahn betrieben.
Ein weiterer Tunnel wurde in den 1920er Jahren gebaut. Der Sunset Tunnel wurde am 21. Oktober 1928 eröffnet und verband die Duboce Avenue mit der Carl Street unter Buena Vista hindurch. Die neue Linie N verkehrte von der Market Street über die Duboce Avenue, den neuen Tunnel, die Carl Street, Arguello Boulevard, Irving Street, 9th Avenue, Judah Street bis zur 48th Avenue. Sie ersetzte teilweise die Buslinie 1, die schon am 15. Dezember 1926 über Forest Hills bis zur Gennessee Street verlängert worden war.
Ab dem 1. Juni 1932 fuhr die Linie E über die Van Ness Avenue zur Market Street. Eine neue Linie O verkehrte von der Van Ness Avenue über die vormalige Strecke der Linie E bis zum Ferry Building. Bereits am 15. Juli 1932 wurde die Änderung rückgängig gemacht. Die erste Streckenstilllegung erfolgte am 5. Dezember 1932 in der 10th Avenue, als die Linie A letztmals verkehrte. Die Buslinie 1 wurde stattdessen bis zur Geary Street verlängert.

### Übernahme der privaten Straßenbahnbetriebe

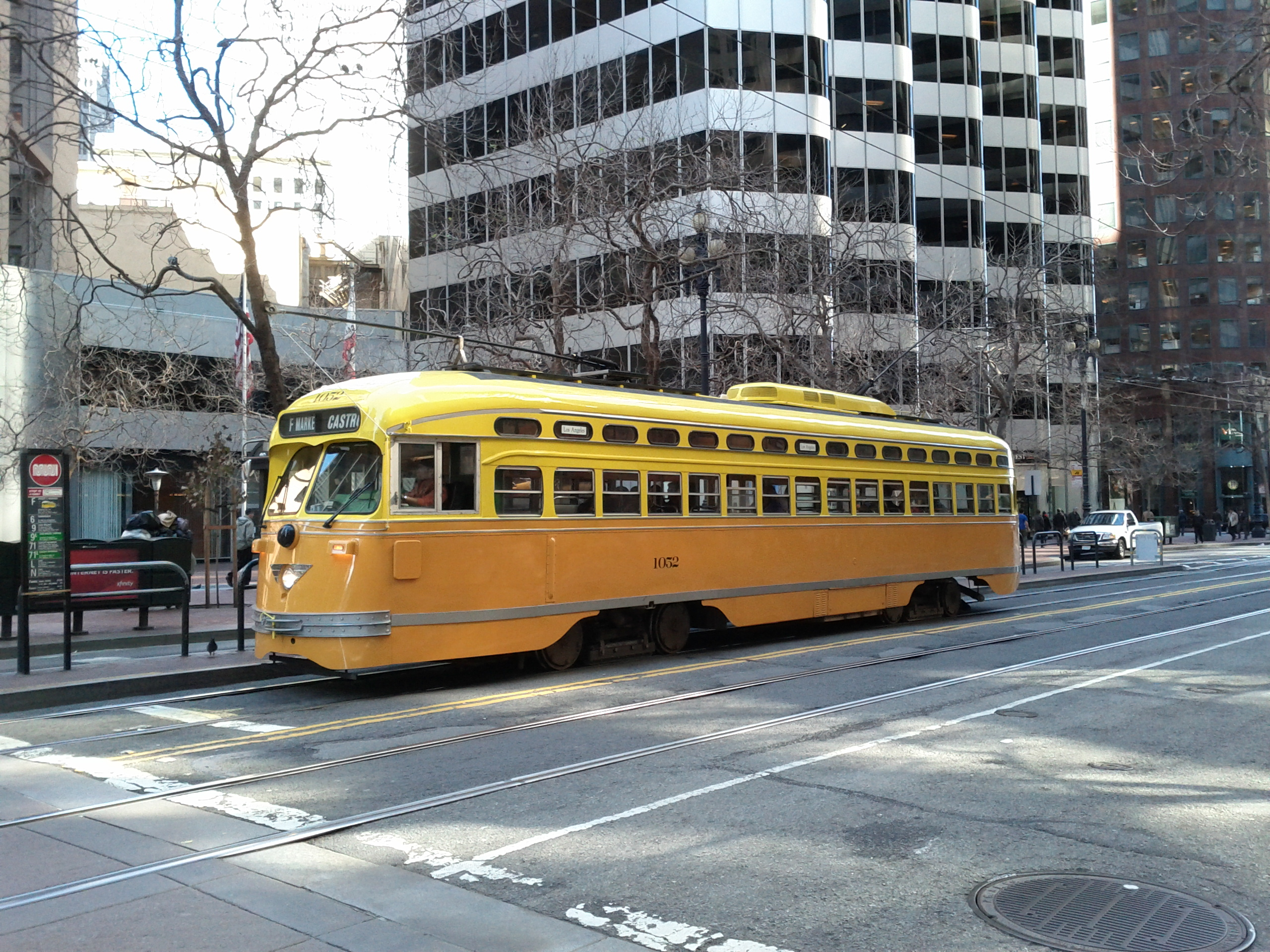
Straßenbahn aus Philadelphia auf der historischen Linie F am Market Street im Jahr 2013

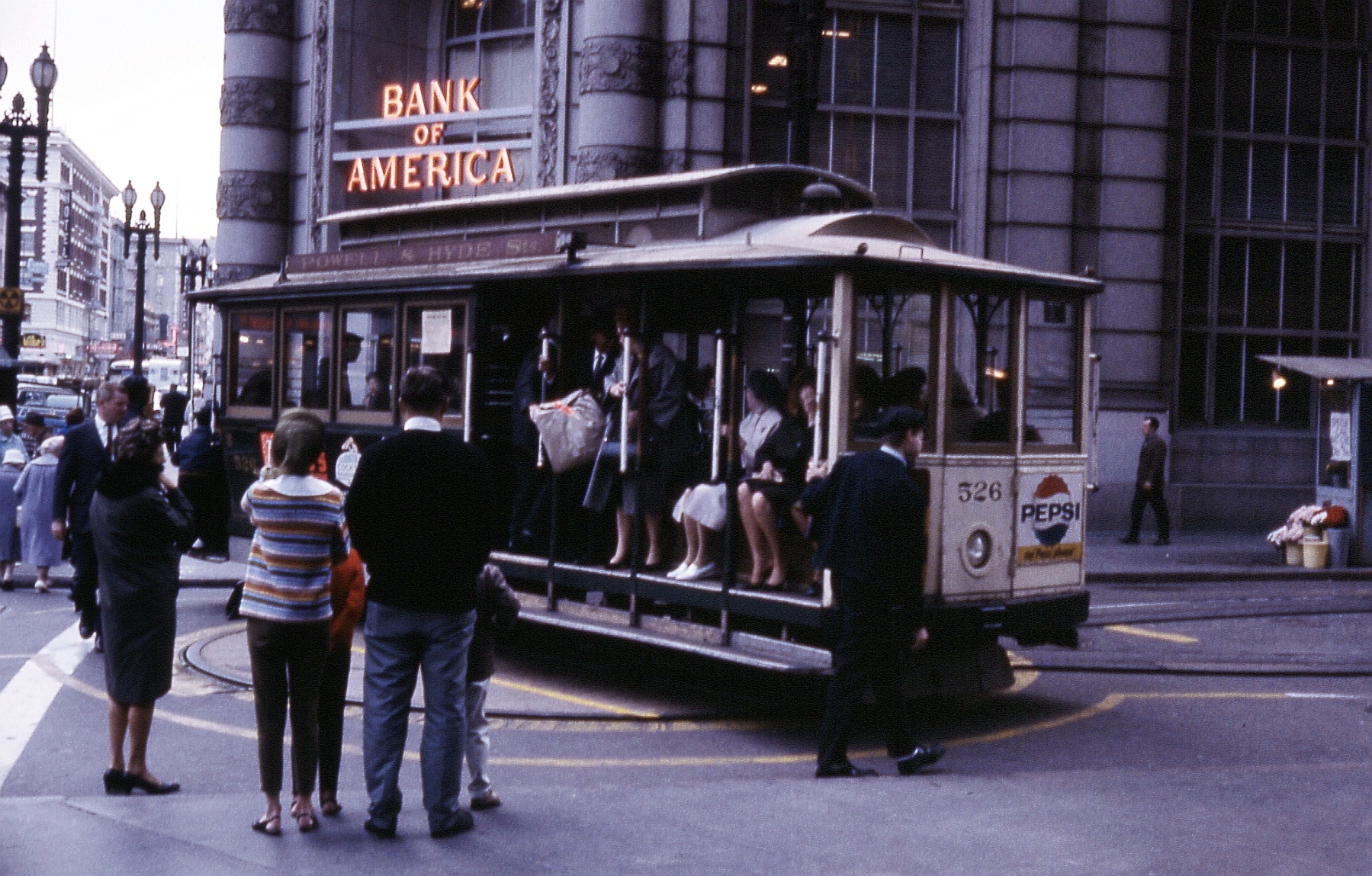
Cable Car der Powell & Hyde-Linie an der Drehscheibe an der Endstelle Powell Street/Market Street, 1964

Muni übernahm die Straßenbahnlinie auf der Howard Street (Linie 35) der Market Street Railway, nachdem die Konzession abgelaufen war und wandelte sie in eine Oberleitungsbuslinie um. Ab dem 7. September 1941 fuhren O-Busse auf der Strecke von der Howard Street/Army Street (heute South Van Ness Avenue/Cesar Chavez Street) über die Howard Street bis zum Ferry Building. Heute wird diese Strecke nicht mehr linienmäßig befahren, dient aber einspurig noch als Betriebsstrecke. Die neue Linie erhielt den Buchstaben R.
Aufgrund finanzieller Probleme und überalterter Anlagen und Fahrzeuge war die konkurrierende Market Street Railway (MSR) während des Zweiten Weltkriegs gezwungen, den Betrieb an die Stadt zu verkaufen. Ab dem 29. September 1944 fuhren die Straßenbahnen, O-Busse und Omnibusse der Market Street Railway unter der Betriebsführung der Muni. Sie übernahm ein Netz von insgesamt 41 Linien, darunter einige Cable-Car-Linien. Sie stellte alle elektrischen Straßenbahnlinien der ehemaligen MSR bis Juli 1949 auf Bus- oder O-Busbetrieb um. Inzwischen verlängerte sie am 5. Dezember 1946 die Linie H über ehemalige MSR-Gleise durch die San Bruno Avenue bis zur Arleta Avenue. Am 8. September 1947 wurde die Linie F über die 4th Street bis zum Bahnhof der Southern Pacific Railroad und am 16. Januar 1949 über eine Schleife durch die 2nd Street zurück zur Market Street verlängert. Die Linie K wurde am 1. November 1948 kurzzeitig über die Ocean Avenue und Onondaga Avenue bis zur Mission Street verlängert, aber bereits in den 1950er Jahren zum Depot am Balboa Park zurückgenommen, wo sie noch heute endet. Die Linie E war bereits am 21. April 1947 auf O-Busbetrieb (Linie 41) umgestellt worden. Am 19. März 1950 stellte Muni den Verkehr auf den Linien D und H ein und eröffnete stattdessen die Buslinie 47. Bereits am 20. Oktober 1951 wurde die Linie F ebenfalls auf O-Busbetrieb (Linie 30) umgestellt.
Einen weiteren Straßenbahnbetrieb gab es nun noch in San Francisco. Die California Street Cable Railroad besaß drei Cable-Car-Linien nördlich der Market Street. Sie stellte am 31. Juli 1951 aus finanziellen Gründen ihren Betrieb ein. Muni übernahm die Strecken und eröffnete sie am 13. Januar 1952 wieder. Am 15. Mai 1954 legte sie jedoch den westlichen Abschnitt der Linie in der California Street zwischen Van Ness Avenue und Presidio Avenue sowie die Linie auf der Jones Street und Hyde Street und die kurze Shuttle-Linie auf der unteren Jones Street still. Am 29. Dezember 1956 wurde der Betrieb auf der California-Street-Linie eingestellt und das Kabel in das Depot der ehemaligen MSR-Cable-Cars umverlegt. Am gleichen Tag endete auch der Straßenbahnverkehr auf der Muni-Stammstrecke in der Geary Street. Die Linien B und C wurden durch die Buslinie 38 ersetzt. Die Linie C war schon 1950 zur California Street/2nd Avenue verkürzt worden.
Am 7. April 1957 wurde die neue Cable-Car-Linie Powell & Hyde eröffnet, die von der Powell Street bis zur Washington bzw. Jackson Street auf früheren MSR-Gleisen und dann durch die Hyde Street auf ehemaligen California-Gleisen verkehrte. Die Cable-Car-Linie auf der California Street wurde am 27. Dezember 1957 wiedereröffnet. Damit bestanden im Schienenverkehr nun die noch heute betriebenen drei Cable-Car-Linien, die schon damals eine Touristenattraktion waren, sowie die Straßenbahnlinien J (Church Street), K (Ingleside–Balboa Park), L (Taraval Street–Zoo), M (Ocean View) und N (Judah Street).

### Von der Straßenbahn zur Stadtbahn

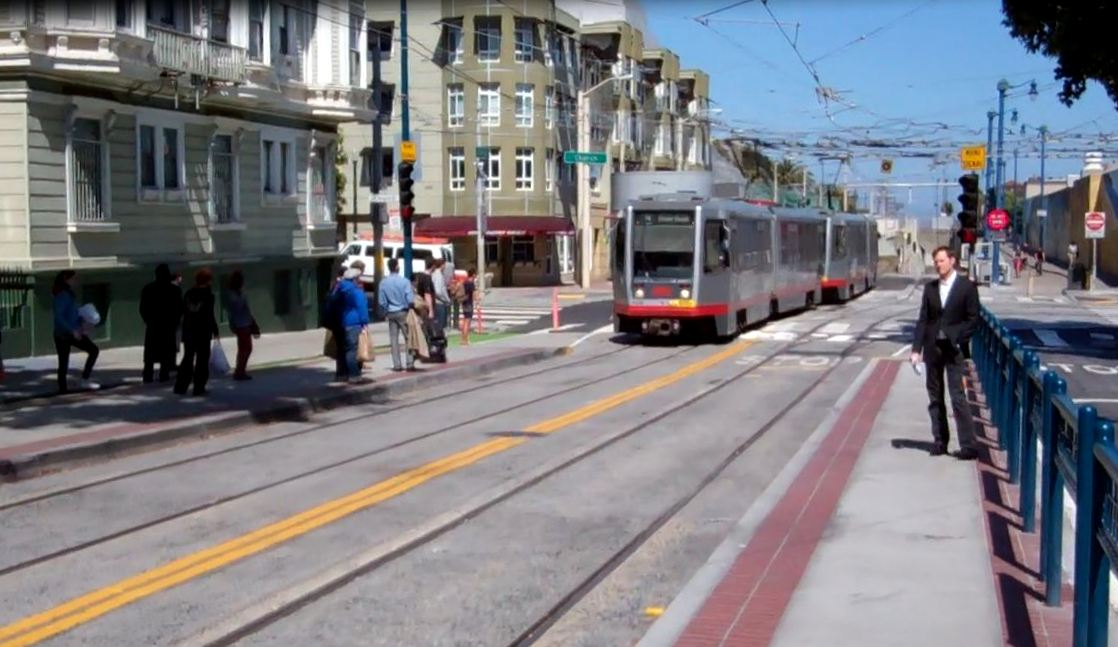
Haltestelle Duboce & Church auf der Duboce Avenue, im Hintergrund die Tunnelrampe in die Market Street Subway und Zug der Linie N

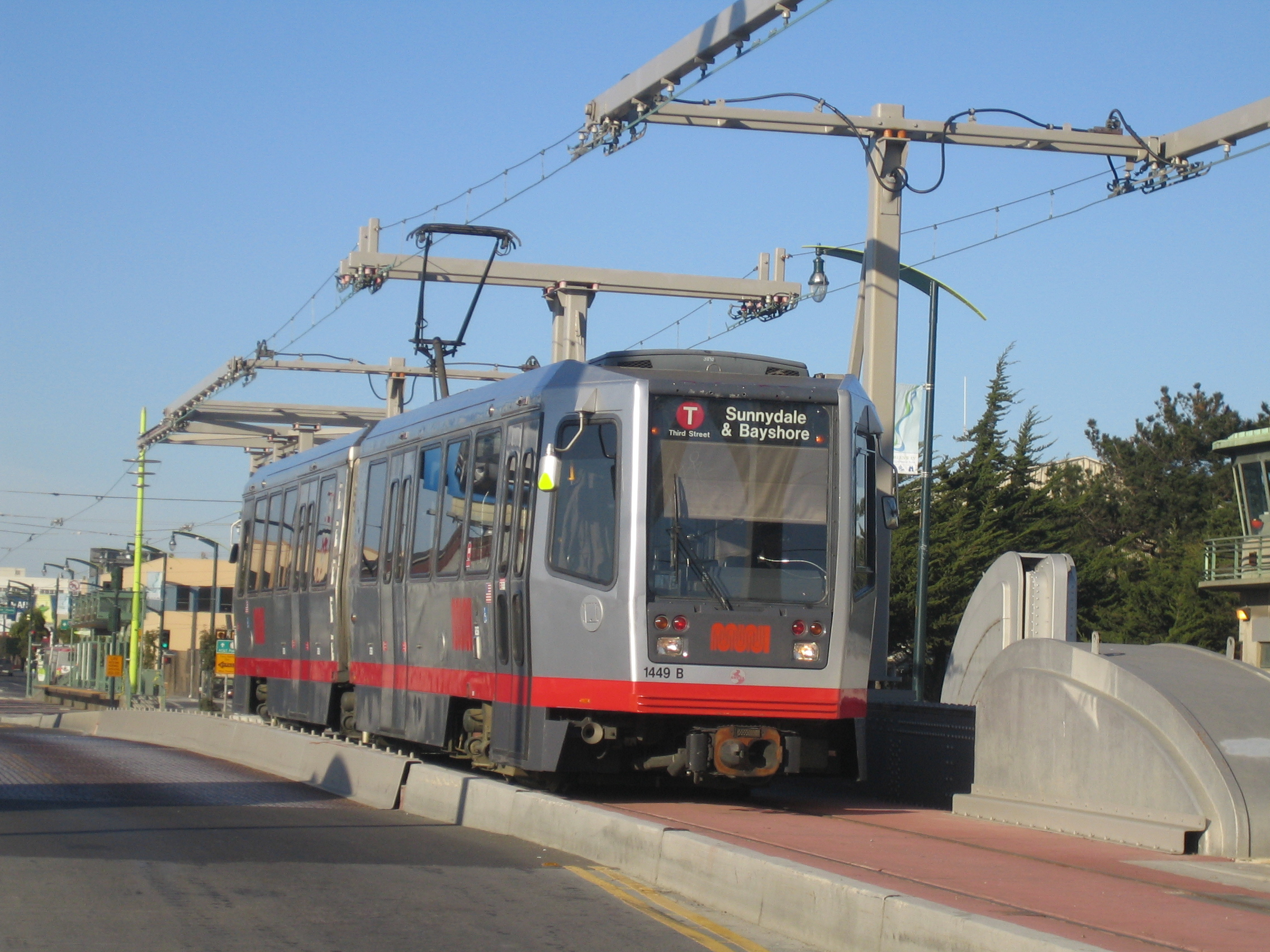
Zug der Linie T auf der Islais-Creek-Brücke

Bereits in den 1950er Jahren begannen die Planungen für ein Schnellbahnnetz. 1957 wurde das San Francisco Bay Area Rapid Transit District gegründet, das aus den Countys der Bay Area bestand. Im November 1962 wurde der Bau der BART-Strecken beschlossen und 1964 begannen die Bauarbeiten. Der Bau umfasste einen Tunnel unter der Innenstadt von San Francisco, der aus zwei Etagen bestehen sollte, die Market Street Subway. Die untere Etage sollten die BART-Schnellbahnen befahren, die obere Etage die Straßenbahnen der Muni. Der Muni-Tunnel sollte mit dem 1918 eröffneten Twin-Peaks-Tunnel verbunden werden, wodurch ein durchgehender Tunnel von der Embarcadero Station nahe dem Ferry Building bis West Portal entstehen sollte. Die BART-Strecke unter der Market Street wurde 1973 eröffnet, jedoch dauerte es noch bis Februar 1980, ehe die ersten Straßenbahnen unterirdisch in die Innenstadt fuhren. Die letzten Linien wurden im November 1982 in den Tunnel verlegt. Mit der Eröffnung der Tunnelstrecke nahm die Municipal Railway neue Stadtbahnzüge in Betrieb, die die alten Straßenbahnen ersetzten. 1980 wurde außerdem die Linie M über ihre bisherige Endstelle hinaus bis zum Depot am Balboa Park verlängert.
Die Straßenbahnstrecke auf der Market Street blieb jedoch erhalten und wurde vom 1976 gegründeten Verein Market Street Railway zum Betrieb historischer Straßenbahnwagen genutzt. Ab 1995 verkehrte hier die neue Linie F, zunächst vom Transbay Terminal nach Castro, seit 2000 über eine Neubaustrecke entlang des Embarcadero ab Fisherman’s Wharf. Die Linie J wurde 1992 über eine Neubaustrecke entlang der San Jose Avenue bis zum Balboa Park verlängert. Die Strecke war bereits 1991 fertiggestellt worden, diente jedoch zunächst nur als Betriebsstrecke.

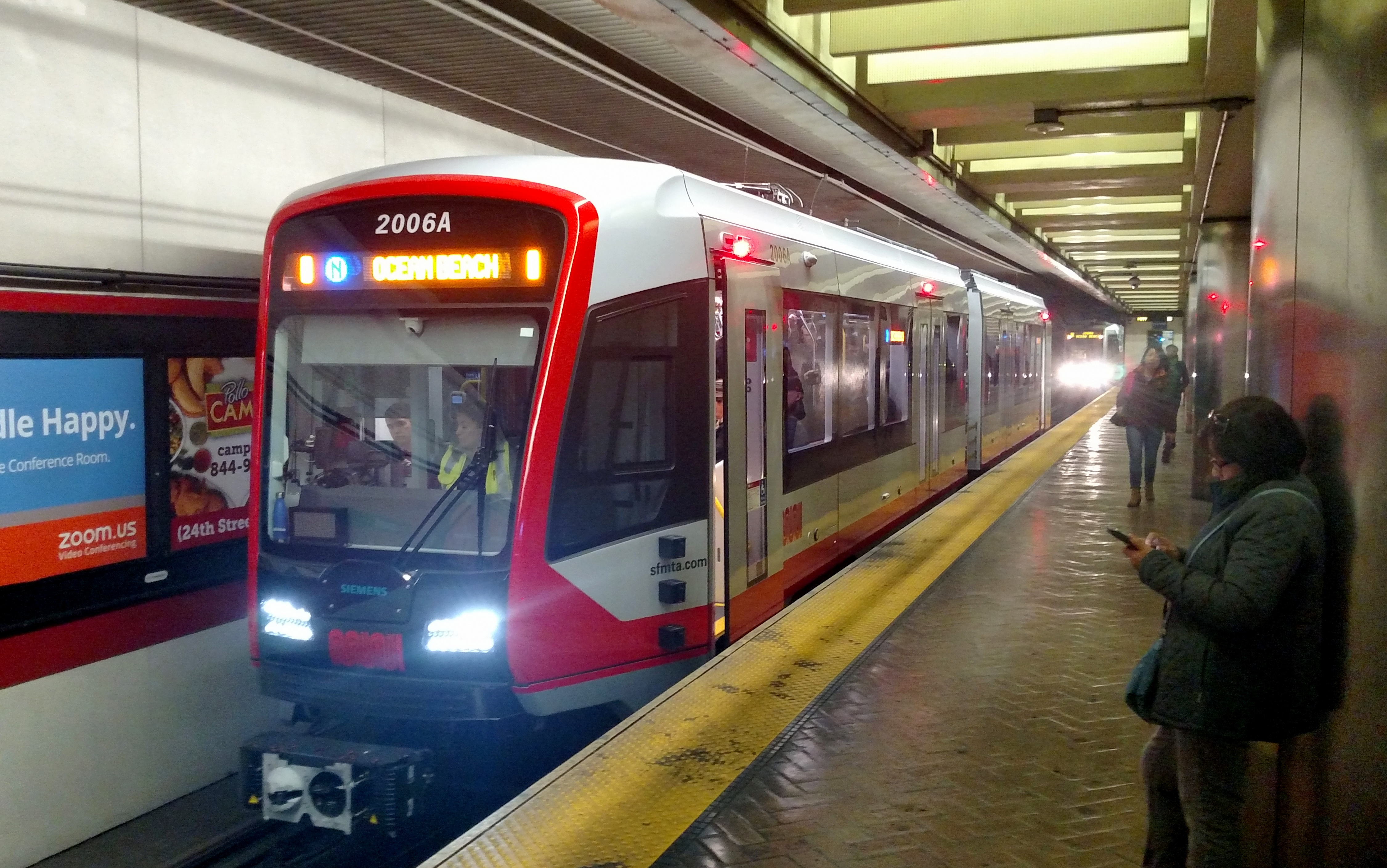
Siemens S200SF Wagen im Muni Metro, 2017

1998 eröffnete die Muni eine Tunnelrampe am Embarcadero und eine neue Strecke zur Caltrain-Station an der 4th Street/King Street. Zunächst verkehrte jedoch nur eine Shuttle-Linie E von der Embarcadero Station bis zur Caltrain-Station. Einige Monate später wurde die Linie N zur Caltrain-Station verlängert und die E wieder eingestellt. Am 7. April 2007 ging die Neubaustrecke in der Third Street bis zur Sunnydale Avenue in Betrieb. Die Linie T verkehrt seither von dort bis Embarcadero und die Bahnen wechseln dort auf die Linie K. In der Gegenrichtung erfolgt der Linienwechsel an der Station West Portal. Die Linie T soll ab 2018 durch die neue Central Subway unter der 4th Street und Stockton Street bis Chinatown geführt werden. Der Tunnel ist seit 2010 in Bau. Die O-Bus-Oberleitung auf dieser Strecke musste für den Tunnelbau teilweise abgebaut werden, wodurch die Linien 30 und 45 in Richtung Caltrain-Station durch die Mason Street und 5th Street geführt wurden, wo neue Oberleitungen gebaut wurden.

## Liniennetz

Netzplan der Straßenbahnen

Die Stadtbahn- und Straßenbahnlinien der Muni werden schon seit der Eröffnung des Betriebs mit Buchstaben bezeichnet, die Buslinien mit Zahlen, teilweise ergänzt durch Buchstaben. Viele der Busliniennummern gehen auf ehemalige Straßenbahnlinien der Market Street Railway zurück. Die Cable-Car-Linien haben betriebsintern die Liniennummern 59 bis 61, auf Netzplänen werden jedoch oft die Buchstabenbezeichnungen C, PH und PM verwendet. Alle Linien haben neben der Liniennummer auch einen Namen, dieser erscheint sowohl in Fahrplänen als auch an den Fahrzeugen. Die Zielanzeige bei Buslinien enthält die Liniennummer, den Liniennamen in Großbuchstaben und das eigentliche Fahrziel in Kleinbuchstaben unter dem Liniennamen.
Linien des Schienen- und O-Bus-Verkehrs siehe jeweilige Hauptartikel: Muni Metro, F Market & Wharves, E Embarcadero, San Francisco Cable Cars, Oberleitungsbus San Francisco

## Tarife
Die Beförderung ist für alle Personen bis zu 18 Jahren gratis. In San Francisco lebende Senioren ab 65 Jahren mit niedrigem und mittlerem Einkommen (die Grenze für einen 1-Personen-Haushalt liegt bei 109.100 Dollar im Jahr (94.104 Euro)) werden ebenfalls kostenlos befördert. Obdachlose können einen kostenlosen Access Pass erhalten. Die Einzelfahrt kostet 2,85 USD mit der Clipper-Card oder der MuniMobile-App, bei Barzahlung 3 USD. Der ermäßigte Tarif liegt 1,40 bzw. 1,50 USD (für Senioren ab 65 Jahren ohne Freifahrtausweis) (Stand Juli 2025). Die Cable Cars haben eigene (höhere) Tarife.